# 异端尖叉

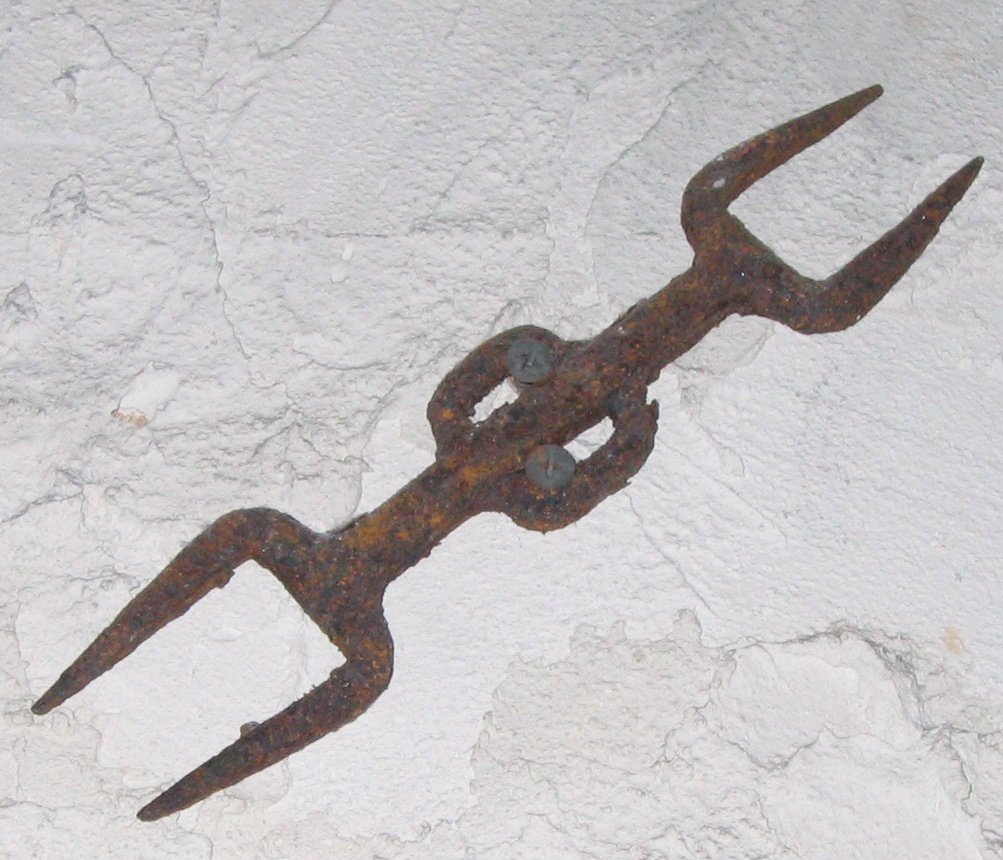
异端尖叉（缺少皮带）

异端尖叉组成图示

异端尖叉（Heretic's fork）是一种酷刑工具，通常由一段金属、金属两端的双叉以及皮带组成。
使用时，将此工具放在胸骨与咽喉之间，同时通过绕在脖子上的皮带固定。带有此工具的人将会无法睡觉，当他的头因打瞌睡而低下时，两端的尖叉就会刺入其咽喉和胸部从而造成剧痛。这种简易工具能够长时间剥夺人的睡眠时间。而当人长时间无法入睡时，招供就会变得更为容易。
传统上，这种叉上会刻有拉丁文abiuro（意为“我放弃”），曾被许多异端裁判所所使用。